# Bomarea trichophylla
Bomarea trichophylla är en alströmeriaväxtart som beskrevs av Ellsworth Paine Killip. Bomarea trichophylla ingår i släktet Bomarea och familjen alströmeriaväxter.
Artens utbredningsområde är Colombia. Inga underarter finns listade i Catalogue of Life.